# Santa Maria del Suffragio
Santa Maria del Suffragio är en kyrkobyggnad i Rom, helgad åt Jungfru Maria. Kyrkan är belägen vid Via Giulia i Rione Ponte och tillhör församlingen San Giovanni Battista dei Fiorentini.

## Kyrkans historia
År 1592 grundades i kyrkan San Biagio della Pagnotta Confraternita della Santissima Vergine Maria del Suffragio, ett brödraskap med särskilt uppdrag att be för själarna i skärselden. Två år senare, år 1594, godkände påve Clemens VIII brödraskapet med en bulla. Påve Paulus V upphöjde år 1620 brödraskapet till ärkebrödraskap, Arciconfraternita, på grund av dess stora utbredning och betydenhet; bland sina medlemmar räknade brödraskapet Josef av Calasanz, Roberto Bellarmino och Cesare Baronius.
Med tiden ansågs San Biagio-kyrkan vara för liten och ärkebrödraskapet uppdrog 1662 åt arkitekten Carlo Rainaldi att uppföra en ny kyrka på en närbelägen tomt. Rainaldi ritade först en kyrka med oval grundplan, men denna övergavs till förmån för en rektangulär grundplan med tre sidokapell på vardera sidan. Kyrkobyggnaden fullbordades år 1669 och undergick en restaurering av Tito Armellini år 1868.

## Kyrkans exteriör
Fasadens två våningar har fyra joniska pilastrar vardera. Kornischen, som avdelar de bägge våningarna, är kraftigt profilerad. Huvudportalen har ett krönande triangulärt pediment, medan de bägge sidoportalerna har segmentbågeformade pediment. Fasadens storform kröns av ett triangulärt pediment, vilket innefattar ett segmentbågeformat pediment.
Frisen mellan de bägge våningarna har följande inskription:

## Kyrkans interiör
Innertakets tunnvalv har Cesare Marianis fresk Jungfru Marie kröning i himmelen från 1868. I taksvicklarna är putti avbildade med marianska symboler: Stella Matutina (Morgonstjärnan), Sedes Sapientiae (Vishetens tron), Rosa Mystica, Regina Virginum (Jungfrurnas drottning), Palma in Cades, Oliva in Campis, Cedrus in Libano, Balsamum in Jericho.

### Koret
Korets arkitektur och altaruppsats ritades av Carlo Rainaldi, medan högaltarmålningen Jungfru Maria och själarna i skärselden är ett verk av Giuseppe Ghezzi. Giovanni Battista Benaschi har i arkivolten respektive lynetten ovanför altaret utfört Den Evige Fadern i härlighet respektive Jungfru Marie himmelsfärd.

### Höger sida
Cappella della Natività
Det första kapellet på höger hand är invigt åt Jesu födelse. Isabella Moroni uppdrog åt Giovanni Battista Natali att 1678 smycka kapellet med målningar: altarmålningen Konungarnas tillbedjan samt Den helige Josefs dröm och Herdarnas tillbedjan. I kapellet finns även två gravmonument: det till vänster åt gravören Gaspare Moroni (död 1669) och det till höger åt målaren Pietro Martire Neri (död 1661).
Cappella Petrosini
Det andra kapellet ritades av Carlo Rainaldi och har en Mariabild – Maria Consolatrix afflictorum (”Jungfru Maria, de bedrövades tröst”) – från 1700-talet. Till vänster ses målningen Isaks offrande av Girolamo Troppa och till höger Jakobs dröm av Giacinto Calandrucci.
Cappella Marcaccioni
Det tredje kapellet ritades av Giovanni Battista Contini och har stuckarbeten av Paolo Naldini. Altaret har en Mariabild som bärs upp av änglar. Takfresken, som numera är försvunnen, var ett ofullbordat arbete av Nicola Berrettoni. Målningarna på kapellets sidoväggar, Jungfru Marie födelse (till vänster) och Konungarnas tillbedjan (till höger), är utförda av Giuseppe Chiari. I kapellet har Paolo Naldini utfört gravmonumenten över Gaspare Marcaccioni och Elena Marcaccioni från 1670-talet.

### Vänster sida
Cappella Armellini
Det första kapellet på vänster sida är invigt åt de heliga Hyacinthus och Katarina av Siena, två dominikanhelgon. Daniel Seiter har utfört altarmålningen som framställer Madonnan och Barnet med de heliga Hyacinthus och Katarina av Siena.
Cappella di San Giuseppe Calasanzio
Det andra sidokapellet är invigt åt den helige Josef av Calasanz och har tre målningar av Sebastiano Ceccarini som avbildar scener ur helgonets liv.
Cappella del Crocifisso
Det tredje kapellet är invigt åt den korsfäste Kristus. Ursprungligen hade detta kapell två fresker med scener från Jesu lidande, utförda av Giovanni Lanfranco, men dessa är försvunna. Över altaret hänger ett träkrucifix från 1700-talet.

### Oratoriet
I det intilliggande oratoriet bevaras två målningar av Giovanni Battista Benaschi, vilka tidigare befann sig i kyrkans kor: Kristus uppväcker Lasaros och Daniel i lejongropen. I oratoriet finns därutöver Madonna del Rosario av Giuseppe Ghezzi samt Jungfru Marie frambärande i templet och Jungfru Marie himmelsfärd.

## Bilder
| - Santa Maria del Suffragio på en karta från år 2016. |